# Skeiða- og Gnúpverjahreppur
Skeiða- og Gnúpverjahreppur (kiejtése: ˈsceiːða- ɔɣ ˈknupˌvɛrjaˌr̥ɛhpʏr̥) önkormányzat Izland Déli régiójában, amely 2002. június 9-én jött létre Skeiðahreppur és Gnúpverjahreppur egyesülésével.

## Fordítás
- Ez a szócikk részben vagy egészben  a   Skeiða- og Gnúpverjahreppur című izlandi Wikipédia-szócikk ezen változatának fordításán alapul.  Az eredeti cikk szerkesztőit annak laptörténete sorolja fel. Ez a jelzés csupán a megfogalmazás eredetét és a szerzői jogokat jelzi, nem szolgál a cikkben szereplő információk forrásmegjelöléseként.